# Bartolomeo da Bologna (teologo)
Bartolomeo da Bologna (fl. XIII secolo) è stato un teologo italiano.
Frate francescano vissuto nel XIII secolo, di lui, indicato dalle fonti come "magister", "sacrae theologiae professor", "doctor in theologia", "sacrae scripturae professor" si hanno scarse notizie biografiche.
Di Bartolomeo non si sa se l'appellativo "da Bologna" indichi la nascita o il luogo dei suoi studi praticati probabilmente proprio a Bologna prima di entrare nell'ordine francescano per compiere un voto fatto da studente. Certo la città fu al centro della sua attività proprio nel periodo in cui vi soggiornò Dante Alighieri tra l'estate del 1286 e quella del 1287 .
Tra il 1256 o il 1259 Bartolomeo fu alla corte in Anagni di papa Alessandro VI dove, come racconta lo stesso frate , per incarico del cardinale Giovanni Orsini, che diverrà papa Nicolò III, interrogò e riconvertì all'ortodossia un non ben precisato "heriasarca". Non è però certo che questa attività di inquisitore sia stata svolta da Bartolomeo ma più probabilmente si tratta di un altro francescano: Bartolomeo di Amelia o di Bartolomeo da Viterbo.
Fu studente e allievo di John Peckham nell'Università di Parigi e poi docente di teologia e predicatore dal 1270 al 1276. A Parigi ebbe probabilmente modo d'incontrare conoscere alcune personalità dell'epoca come San Bonaventura, Gualtiero di Bruges, Guglielmo de la Mare  e forse anche Tommaso d'Aquino e Ruggero Bacone. 
Noto come "magnus et cathedratus magister" fu stimato dallo stesso pontefice Nicolò III che lo chiamò nel 1278 presso di sé per assegnarli il compito di recarsi in Oriente per fomentare l'unione tra greci e latini. Bartolomeo però non risulta tra i nunzi apostolici incaricati e invece lo ritroviamo in Italia nel 1279 per partecipare ad Assisi al capitolo generale dell'Ordine francescano. 
Dal 1282 Bartolomeo si stabilì definitivamente nel convento francescano di Bologna dove sembra che abbia incontrato Dante che probabilmente attinse da lui per la descrizione della "rosa celeste" dell'Empireo dove ogni beato deve avere la possibilità di vedere la gloria di Cristo e per questo i beati sono disposti secondo la longitudine, la latitudine e l'altezza senza distinzioni tra i posti occupati dagli angeli e quelli dagli uomini; i futuri beati andranno ad occupare i posti lasciati dagli angeli ribelli. Diversamente Dante considera privilegiata invece la posizione degli angeli e la stessa vergine Maria è inserita nel coro dei serafini mentre è d'accordo con Bartolomeo nel ritenere che la presenza della Madonna assunta in cielo abbia accresciuto la gloria gaudiosa dei beati.
Come segno dell'alta considerazione di cui godeva Bartolomeo fu nominato ministro della provincia di Bologna, carica che esercitò dal 1285 al 1289.

## Opere
- Alcune Quaestiones disputatae (12 "de primo principio et creatione"; 5 "de fide"; 5 "de anima"; 4 "de Assumptione Beatae Virginis Mariae"; 2 sulla glorificazione della Vergine;
- Tractatus de luce;
- vari Sermones.